# Isono Kazumasa
Isono Kazumasa (磯野 員昌?; 1534 – 1583) è stato un samurai giapponese del periodo Sengoku servitore del clan Azai.

## Biografia
Kazumasa era il più anziano servitore del clan Azai durante la fine del periodo Sengoku. 
Inizialmente, nel momento in cui Kazumasa iniziò il suo servizio con gli Azai, Sukemasa era l'attuale capo del clan e Kazumasa iniziò le sue prime importanti missioni con gli Azai in un disperato conflitto contro il clan Rokkaku che ebbe luogo nel 1561. Durante questa campagna i Rokkaku misero sotto assedio il castello di Sawayama. L'assedio venne spezzato e a Kazumasa fu affidata la custodia del castello.
Dopo la successione di Azai Nagamasa, Kazumasa sostenne i molti conflitti del clan durante quel periodo, e fu presente nella battaglia di Anegawa del 1570. Durante tale battaglia le gesta di Kazumasa sono ricordate per la determinazione e il coraggio. Dopo che il suo cavallo, a cui era molto affezionato, venne colpito, montò subito su un altro cavallo e caricò con ancora più ferocia le linee Oda penetrando lo schieramento avversario sbaragliando Shibata Katsuie e Toyotomi Hideyoshi e arrivando al campo principale di oda Nobunaga. Solo l'arrivo dei rinforzi Oda di Mori Yoshinari e Sakuma Nobumori lo costrinsero al ritiro.
Nel 1573 a Kazumasa fu assegnato un compito molto difficile; Oda Nobunaga aveva già sconfitto il clan Asakura e si stava dirigendo verso il castello di Sawayama con oltre 35.000 uomini per iniziare la campagna definitiva contro gli Azai. E poiché Nagamasa era troppo spaventato dall'umiliazione di cui avrebbe sofferto se si fosse arreso a Nobunaga, sequestrò la madre di Kazumasa giurando che sarebbe stata crocifissa se Kazumasa avesse fallito nell'ultimo tentativo di arrestare gli Oda a Sawayama. Kazumasa fu così determinato a combattere fino all'ultimo respiro per evitare a sua madre una morte così atroce che riuscì a resistere per oltre 8 mesi prima che i rifornimenti del castello finissero. Capendo che la difesa era ormai impossibile, Kazumasa non aveva altra scelta che arrendersi a Nobunaga, il quale, ammirato dalle sue gesta, lo ricevette cordialmente e gli assegnò successivamente il distretto Takashima nella provincia di Ōmi. Nagamasa, venuto a conoscenza della resa, crocifisse la madre di Kazumasa.
Kazumasa, per cause ignote, abbandonò la guida del distretto nel 1578 e rimase all'interno di esso come semplice agricoltore.